# Saint-Georges-d’Espéranche
Saint-Georges-d’Espéranche – miejscowość i gmina we Francji, w regionie Owernia-Rodan-Alpy, w departamencie Isère.
Według danych na rok 1990 gminę zamieszkiwało 2221 osób, a gęstość zaludnienia wynosiła 90 osób/km² (wśród 2880 gmin regionu Rodan-Alpy Saint-Georges-d’Espéranche plasuje się na 395. miejscu pod względem liczby ludności, natomiast pod względem powierzchni na miejscu 336.).